# Cantón de L'Isle-sur-Serein
El cantón de L'Isle-sur-Serein era una división administrativa francesa, que estaba situada en el departamento de Yonne y la región de Borgoña.

## Composición
El cantón estaba formado por trece comunas:
- Angely
- Annoux
- Athie
- Blacy
- Coutarnoux
- Dissangis
- Joux-la-Ville
- L'Isle-sur-Serein
- Massangis
- Précy-le-Sec
- Provency
- Sainte-Colombe
- Talcy

## Supresión del cantón de L'Isle-sur-Serein
En aplicación del Decreto n.º 2014-156 de 13 de febrero de 2014, el cantón de L'Isle-sur-Serein fue suprimido el 22 de marzo de 2015 y sus 13 comunas pasaron a formar parte; seis del nuevo cantón de Chablis, cinco del nuevo cantón de Joux-la-Ville y dos del nuevo cantón de Avallon.